# Francesco del Giudice
Francesco del Giudice (Nápoles, 7 de diciembre de 1647 - Roma, 10 de octubre de 1725) fue un eclesiástico y hombre de estado napolitano al servicio de España, cardenal, arzobispo de Monreale, consejero de estado de Carlos II y de Felipe V, virrey de Sicilia, inquisidor general y ministro asuntos extranjeros de España, y decano del colegio cardenalicio.

## Familia y primeros años
Fue el quinto de los quince hijos de Nicolò del Giudice, príncipe de Cellamare y duque de Giovinazzo, y de Hipólita Palagana, familia noble proveniente de Génova asentada en Nápoles durante el siglo XVI. Su hermano mayor Domenico sería con el tiempo un personaje destacado en la política española en Italia; sus sobrinos Niccolò Caracciolo y Niccolò del Giudice llegarían también a cardenales en 1715 y 1725 respectivamente.
Gracias al apoyo financiero de su familia y a la afinidad política de ésta con España, que por aquel entonces mantenía bajo su dominio el reino de Nápoles, Francesco ascendió rápidamente en la carrera eclesiástica: bajo el pontificado de Clemente IX fue protonotario apostólico y vicelegado en Bolonia, sucesivamente junto a los cardenales Carafa y Sforza Pallavicino, y bajo el de Clemente X fue gobernador eclesiástico de Fano y clérigo de la Cámara Apostólica.

## Cardenalato
Por intermediación de su amigo el duque de Medinaceli Luis Francisco de la Cerda, embajador de España ante la Santa Sede, y «aflojando 44.000 escudos», obtuvo el cardenalato de manos del papa Alejandro VIII en el consistorio del 13 de febrero de 1690, tomando el título de Santa Maria del Popolo, con dispensa por no haber recibido todavía las órdenes menores. 
Como tal participó en el cónclave de 1691 en el que fue elegido Inocencio XII, fue nombrado gobernador de Roma y presidente de la Annona. Recibió el orden sacerdotal en diciembre de ese año, con dispensa por hallarse fuera de las témporas. 
Desarrolló también una intensa actividad en la Curia Romana: fue prefecto de la congregación para la inmunidad eclesiástica, secretario del Santo Oficio, miembro de la congregación del buen gobierno, de la de ritos, de la de los obispos, de Propaganda Fide y del Tribunal Supremo de la Signatura Apostólica.
| En esta fecha componían el consejo de Estado, por orden de antigüedad: el cardenal Portocarrero, el marqués de Mancera, el conde de Oropesa, el Almirante de Castilla, el conde de Frigiliana, el marqués de Villafranca, el duque de Montalto, el conde de Monterrey, el duque de Uceda, el de Vaudemont, el de Medinaceli, el marqués del Fresno, el conde de Fuensalida, el de Santisteban, el duque de Veragua, el cardenal Iudice, el duque de Medina Sidonia y el conde de Montijo. |

En 1699 fue nombrado miembro del Consejo de Estado de Carlos II, aunque con residencia en Roma. 
En 1700 optó por el título de Santa Sabina; ese mismo año participó en el cónclave en que fue elegido papa Clemente XI.

## Virrey de Sicilia y arzobispo de Monreale
El rey Carlos II de España había muerto sin herederos en noviembre de 1700, dejando tras de sí un imperio enorme sumido en la decadencia; en febrero de 1701 le sucedió Felipe de Anjou, nieto de Luis XIV, pero la posibilidad de que Francia y España acabaran bajo un único gobierno motivó las suspicacias de varios países europeos, que intentaron impedir tal acumulación de poder: Inglaterra, el Sacro Imperio Romano Germánico y las Provincias Unidas de los Países Bajos firmaron en el Tratado de La Haya una alianza para impedirlo, y poco después se desató la guerra de sucesión entre los borbónicos adeptos a Felipe y los austracistas partidarios de que el emperador Carlos VI le sustituyera en el trono español.
En este contexto el cardenal Giudice, afecto al partido borbónico, fue nombrado interinamente virrey de Sicilia, en sustitución del virrey titular Juan Manuel Fernández Pacheco. La guerra no tuvo gran efecto en la isla, por la presencia de la armada de Francia bajo el mando del conde de Tolosa en el puerto de Palermo, aunque en el desempeño de sus funciones Giudice debió afrontar el reforzamiento de las defensas militares o la disolución de algunas conjuraciones austracistas.
En enero de 1704 fue elegido arzobispo de Monreale; fue consagrado al mes siguiente en la Casa Professa de los jesuitas de Palermo de manos del arzobispo palermitano Giuseppe Gasch, asistido por los obispos de Siracusa y Mazzara Annibale Termini y Bartolomeo Castelli; recibió dispensa para estar ausente de su diócesis durante el tiempo que durase su virreinato en Sicilia.
Finalizado su periodo virreinal, volvió a Roma a finales de 1705.

## Inquisidor general de España

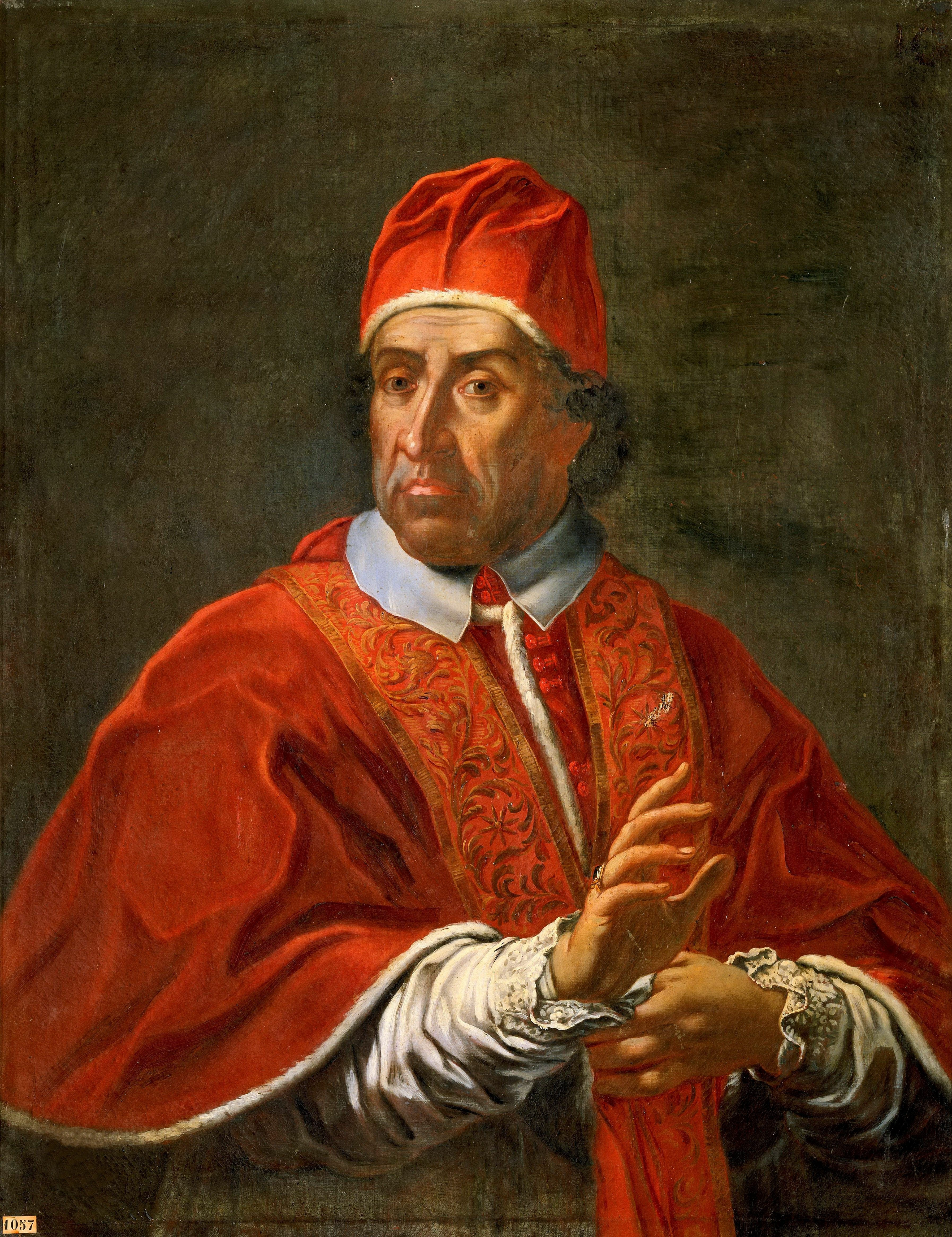
Retrato del papa Clemente XI.

Las relaciones entre España y la Santa Sede, que hasta entonces habían sido cordiales, se tensaron después de que el papa Clemente XI hubiera reconocido en 1709 al archiduque Carlos como rey de España, y de que en represalia Felipe V hubiera disuelto la nunciatura y expulsado al nuncio Antonio Felice Zondadari. Giudice abandonó Roma en dirección a Génova junto con otros representantes españoles.
| Se estima que durante sus 6 años como gran inquisidor hubo en España 204 quemados en persona, 102 en efigie y 1224 reconciliados. |

En 1711 viajó a España para ocupar el puesto de gran inquisidor, cargo en el que se inició con el proceso que su antecesor Vidal Marín del Campo había instruido contra el obispo de Oviedo José Fernández del Toro, acusado de quietismo. 
Sin embargo el episodio más notorio de su gestión al frente de la inquisición española fue su enfrentamiento con los ministros de Felipe V: 
con Jean Orry al frente de la hacienda española, en complicidad con el confesor del rey Pedro Robinet y con la princesa de los Ursinos, el fiscal del Consejo de Castilla Melchor de Macanaz propuso una atrevida reforma en la administración, en la que atacaba duramente la inmunidad del clero en materia de justicia y recaudación de impuestos, en un panfleto publicado en 1713. 
Los calificadores del Tribunal de la Suprema Inquisición condenaron el escrito, y Giudice, que se encontraba en Francia solventando ciertas diferencias entre ambas cortes, firmó la sentencia, en la que se omitía el nombre del autor; cuando llegó a oídos de Felipe V la noticia de que el cardenal descalificaba a sus ministros, ordenó que permaneciese fuera de España y envió a Francisco Pío de Saboya y Moura a Bayona a exigir una rectificación: Giudice se mantuvo firme en sostener la sentencia inquisitorial, aunque dimitió de su cargo de inquisidor; la Santa Sede no admitió la renuncia, y la situación se mantuvo hasta febrero de 1715, cuando por mediación de Giulio Alberoni y tras una investigación del Consejo Real sobre el asunto, Orry fue expulsado de España, y Macanaz huyó a Pau; Giudice fue restituido en el cargo y nombrado ministro de asuntos extranjeros, y su sobrino Antonio, caballerizo mayor de la reina.

## Su enfrentamiento con Alberoni
Sería el primer y último favor que le hiciera Alberoni, quien acabaría por provocar su caída: 
convertido en el personaje más influyente de la corte con la confianza de la reina Isabel de Farnesio, y ambicioso del capelo cardenalicio con el apoyo del nuncio Pompeo Aldrovandi, que consideraba a Giudice demasiado apegado a España, el abad Alberoni maniobró para desplazarle del poder. A finales de 1715 los embajadores de Holanda, Inglaterra y Francia recibían órdenes para despachar con José de Grimaldo, en detrimento de Giudice; al año siguiente este era "exonerado" de su puesto como ayo del príncipe de Asturias Luis de Borbón. Su dimisión del generalato de la inquisición fue rápidamente aceptada tanto por la corte de Madrid como por la de Roma, y distanciado del Consejo de Estado, en enero de 1717 regresó a Roma.
No terminó ahí el desencuentro entre ambos. En el consistorio de 1717 en que fue creado cardenal Alberoni, Giudice hizo una encendida crítica en su contra; el rey Felipe, sospechando de sus simpatías con el archiduque Carlos, ordenó al cardenal Acquaviva descolgar el escudo de España de la fachada del palacio romano de Giudice; de nada sirvieron las protestas de Giudice, a quien poco después se le prohibió la entrada en Sicilia y se le retuvieron las rentas del arzobispado de Monreale.

## De vuelta en Roma
De regreso en Italia, en 1717 optó por el título cardenalicio de Palestrina, con retención de la administración de la sede de Monreale. Apartado definitivamente del favor de la corte de Madrid, buscó la afinidad con la de Austria; en 1719 el archiduque Carlos le nombró su ministro ante la Santa Sede. Secretario de la inquisición en Roma, dos años después volvió a cambiar el título por el de la sede de Frascati. Participó en los cónclaves de 1721 y 1724 en que fueron elegidos papas Inocencio XIII y Benedicto XIII, y como decano del colegio cardenalicio optó por el título de Ostia y Velletri.
Fallecido en Roma en 1725 a los 77 años de edad, su funeral se celebró en la iglesia de San Marcello al Corso; fue sepultado provisionalmente en Santa Maria sopra Minerva y posteriormente trasladado al panteón familiar en la iglesia de Santa Maria del Carmine de Nápoles.
| Predecesor: Juan Manuel Fernández Pacheco     | Virrey de Sicilia 1701 - 1705               | Sucesor: Isidoro de la Cueva y Benavides |
| Predecesor: Juan Ruano Corrionero             | Arzobispo de Monreale 1704 - 1725           | Sucesor: Álvaro Cienfuegos               |
| Predecesor: Antonio Ibáñez de la Riva Herrera | Gran Inquisidor de España 1711 - 1716       | Sucesor: José Molines                    |
| Predecesor: Sebastiano Antonio Tanara         | Decano del Colegio Cardenalicio 1724 - 1725 | Sucesor: Fabrizio Paolucci               |